# LeVar Burton
Levardis Robert Martyn Burton Jr. (nascut el 16 de febrer de 1957) és un actor, director i presentador de televisió estatunidenc. Va interpretar Geordi La Forge a Star Trek: La nova generació (1987–1994), Kunta Kinte a la minisèrie d'ABC Roots (1977), i va ser el presentador de la sèrie de televisió educativa de PBS Kids Reading Rainbow durant 23 anys (1983–2006). Burton va rebre 12 Premis Daytime Emmy i un Premi Peabody com a presentador i productor executiu de Reading Rainbow.
Els seus altres papers inclouen Cap Jackson a Buscant el Sr. Goodbar (1977), Donald Lang a Dummy (1979), Tommy Price a The Hunter (1980), que li va valer un NAACP Image Award al millor actor en una pel·lícula, i Martin Luther King Jr. a Ali (2001). Burton va rebre el Premi Grammy al millor àlbum de lletra parlada als 42ns Premis Grammy per la seva narració del llibre The Autobiography of Martin Luther King Jr. El 1990, va ser homenatjat pels seus èxits a la televisió amb una estrella al Passeig de la Fama de Hollywood.
Del 2017 al 2024, Burton va crear i presentar el podcast LeVar Burton Reads, que ha estat descrit com a "Reading Rainbow per adults". A l'octubre de 2024, Burton va aparèixer com a presentador del programa de concursos Trivial Pursuit a The CW..

## Primers anys
Burton va néixer a Landstuhl, Alemanya Occidental. La seva mare, Erma Gene (née Christian), va ser treballadora social, administradora i educadora. Burton i les seves dues germanes van ser criats per la seva mare a Sacramento, Califòrnia, Estats Units.
El pare de Burton, també anomenat LeVar, va ser fotògraf dels Cos de Senyals de l'Exèrcit dels Estats Units estacionat a Landstuhl en el moment del naixement del seu fill. Els seus avis paterns eren educadors a la zona rural d'Arkansas. El seu rebesavi, Hal B. Burton, va ser un legislador estatal afroamericà a Arkansas després de l'era de la Reconstrucció que va donar el dret a vot als afroamericans del Sud després de la Guerra Civil Americana; va ser elegit per representar el Comtat de Jefferson el 1887.
D'adolescent, Burton, que va ser criat a l'catòlic, eva entrar al Seminari Menor de Sant Pius X a Galt, Califòrnia, amb la intenció de convertir-se en sacerdot. Als 17 anys, qüestionant la fe catòlica, va canviar la seva vocació per la interpretació; als 19 anys, mentre estudiava a la Universitat del Sud de Califòrnia, va obtenir un paper protagonista a la minisèrie de televisió de 1977 Roots.

## Carrera

### Primers treballs
Burton va debutar com a actor el 1976 amb Almos' a Man, una pel·lícula basada en el conte de Richard Wright, "The Man Who Was Almos a Man", en què Burton protagonitza al costat de Madge Sinclair.

### Roots
El paper estrella de Burton va ser el de la jove Kunta Kinte a la minisèrie d'ABC Roots (1977), basada en la novel·la novel·la del mateix nom d'Alex Haley. Burton ha descrit el seu primer dia interpretant Kunta com l'inici de la seva carrera professional. Com a resultat de la seva actuació, va ser nominat a un Emmy a la categoria Millor actor principal per una sola aparició en una sèrie dramàtica o de comèdia.
Va repetir el paper de Kunta Kinte a la pel·lícula per a televisió de 1988 Roots: The Gift. Quan se li va preguntar sobre la influència social de "Roots", Burton va dir: "Va expandir la consciència de la gent. Els negres i els blancs van començar a veure's com a éssers humans, no com a estereotips. I si llences una pedreta a l'estany, obtindràs ones. Crec que l'única constant és el canvi, i sempre és lent. Qualsevol cosa que passi d'un dia per l'altre no té fonament. "Roots" forma part d'una tendència canviant, i encara s'està desenvolupant".

### Reading Rainbow
Burton va ser el presentador i productor executiu de Reading Rainbow a partir del 1983 per a PBS. The series ran for 23 seasons.
Després que "Reading Rainbow" deixés d'emetre's el 2006, Burton i el seu soci comercial, Mark Wolfe, van adquirir els drets globals de la marca i van formar RRKIDZ, una nova empresa de mitjans de comunicació per a nens. "Reading Rainbow" es va reimaginar com una aplicació totalment nova per a l'iPad el 2012 i va ser un èxit immediat, convertint-se en l'aplicació educativa número u en 36 hores. A RRKIDZ, Burton és cofundador i comissari en cap, garantint que els projectes produïts sota la marca compleixin les altes expectatives i la confiança de la marca Reading Rainbow.
El 28 de maig de 2014, Burton i nombrosos companys de feina d'altres treballs anteriors van iniciar un projecte de campanya Kickstarter per recuperar Reading Rainbow. Per mantenir-se amb els formats canviants als quals estan exposats els nens petits, els seus esforços es dirigeixen a fer que aquest nou programa estigui basat en la web, després de l'èxit de l'aplicació per a tauleta que va ajudar a crear en els darrers anys. El seu desig és que el nou "Reading Rainbow" s'integri a les aules de les escoles primàries de tot el país i que les escoles que ho necessitin tinguin accés gratuït. La campanya de Kickstarter ha recaptat des de llavors més de 5 milions de dòlars, triplicant el seu objectiu en només tres dies.
El 2017, Burton va ser demandat per la companyia pública de radiodifusió WNED-TV per presumpta infracció dels drets d'autor per l'ús de la marca Reading Rainbow en la comercialització de la nova aplicació per a iPad i altres mitjans en línia. RRKIDZ més tard va passar a ser conegut com a LeVar Burton Kids i l'aplicació per a iPad, Skybrary.

### Star Trek: La nova generació

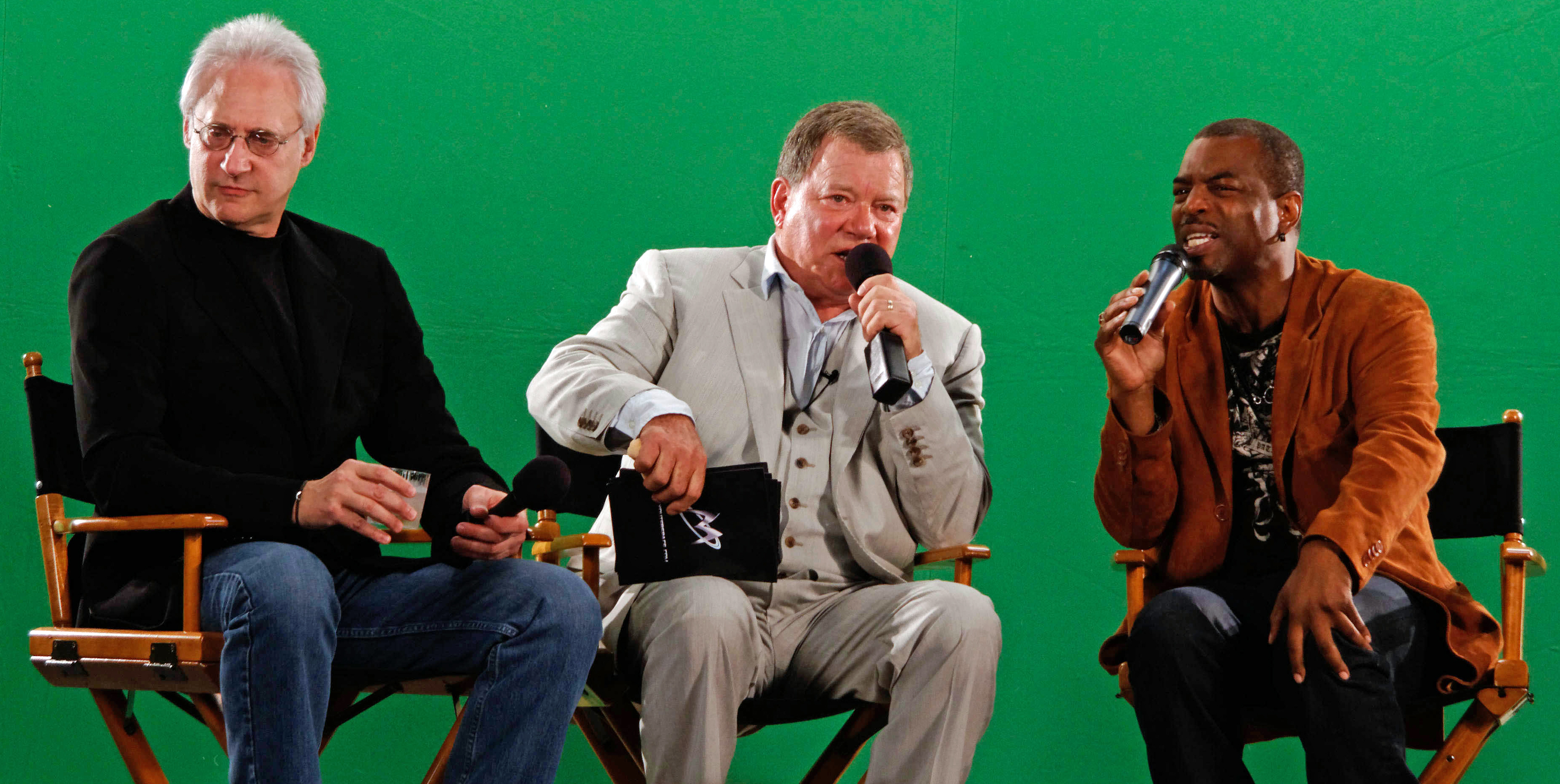
Burton amb Brent Spiner i William Shatner el juliol de 2010

El 1986, Gene Roddenberry va seleccionar Burton al paper del tinent júnior Geordi La Forge a la sèrie de televisió Star Trek: La nova generació. El personatge és cec, però se li concedeix la "visió" mitjançant l'ús d'una pròtesi visual anomenada VISOR que porta sobre els ulls. La Forge va començar com a timoner de l'USS Enterprise, i a partir de la segona temporada de la sèrie, s'havia convertit en el seu enginyer en cap. En aquell moment, Burton era considerablement més conegut que Patrick Stewart als Estats Units, a causa dels seus papers a Roots i Reading Rainbow. Quan es va estrenar la sèrie, l'Associated Press va declarar que el paper de Burton era essencialment el "nou Spock". En una entrevista del 2019, Burton es va riure amb incredulitat davant la idea, afirmant que "l'especulació mai va arribar a bon port". Burton també va interpretar La Forge en els llargmetratges posteriors basats en Star Trek: la nova generació, des de Star Trek: Generations (1994) fins a Star Trek: Nemesis (2002). Va dirigir dos episodis de Star Trek: La nova generació i diversos episodis de Star Trek: Deep Space Nine, Star Trek: Voyager i Star Trek: Enterprise. Va tornar a interpretar el paper de LaForge a la tercera i última temporada de Star Trek: Picard (2023)..

### Podcast:LeVar Burton Reads
El 2017, Burton va començar un podcast, LeVar Burton Reads. Cada episodi de 30-45 minuts presenta Burton llegint una peça de ficció curta i compartint les seves opinions al respecte. El 2020, durant la pandèmia de la COVID-19, va continuar llegint al seu podcast i també va fer lectures en directe tres cops per setmana durant una transmissió en directe de Twitter enfocada en diferents moments a diferents públics infantils, joves i adults.
A les crítiques, el podcast sovint es descriu com "Reading Rainbow per a adults". Des del seu llançament, LeVar Burton Reads ha rebut crítiques favorables, a The New Yorker i en altres llocs i nombrosos premis, inclòs el Premi Webby del 2023 al millor podcast d'art i cultura. El discurs d'acceptació de cinc paraules de Burton als premis Webby va ser: "Sigues una persona millor. Llegeix".
El 2023, Burton va llançar un segon podcast, aquesta vegada per a nens, anomenat Sound Detectives.

### Altres aparicions
Burton va ser un visitant de Fantasy Island, estrella convidada a The Love Boat, va participar a Battle of the Network Stars, va ser convidat a la festa de premiere televisada de The Muppet Show per al llançament de The Muppet Movie i va ser un convidat freqüent en diversos programes de concursos.
El 1986, va aparèixer al videoclip de la cançó "Word Up!" del grup de funk/R&B Cameo.
El 1987, Burton va interpretar Dave Robinson, un periodista (escriptor esportiu), a la tercera temporada de S'ha escrit un crim, episodi 16 – "Death Takes a Dive", protagonitzada per Angela Lansbury com a Jessica Fletcher.
Burton va acceptar una invitació per presentar Rebop, una sèrie multicultural dissenyada per a joves de 9 a 15 anys, produïda per WGBH per a PBS.
A la televisió, Burton ha ajudat a dramatitzar els últims dies del culte suïcida de Jim Jones a Guyana, la vida i l'època de Jesse Owens, i la vida de Booker T. Washington, de nou anys. Va interpretar Martin Luther King Jr. a la pel·lícula del 2001 Alí. També va interpretar el Detroit Tiger Ron LeFlore a la pel·lícula per a televisió One in a Million, The Ron LeFlore Story.
El 1992, un clip de la veu de Burton va ser samplejat per DC Talk per a la cançó "Time is..." del seu àlbum Free at Last. El sample es troba al final de la cançó, en què es pot sentir Burton dient: "Whoa, wait a minute". També ha prestat la seva veu a diversos projectes d'animació, incloent-hi Kwame a la sèrie de dibuixos animats Captain Planet and the Planeteers (1990–1993) i The New Adventures of Captain Planet (1993–1996), Our Friend, Martin (1999), Family Guy, Batman: The Animated Series i Gargoyles. Burton participa en la versió d'àudio de llibres com ara The Watsons Go to Birmingham: 1963 de Christopher Paul Curtis. urton ha estat escollit com a actor de doblatge per a Black Lightning al DVD Superman/Batman: Public Enemies.
Burton va aparèixer diverses vegades com a convidat famós al programa Pyramid de 25.000 i 100.000 dòlars, presentat per Dick Clark, des del 1982 fins al 1988. Burton també va ser l'enllaç més fort a l'episodi especial Star Trek de Weakest Link. Va derrotar el seu oponent final Robert Picardo i va guanyar 167.500 dòlars per a la seva organització benèfica, Junior Achievement del sud de Califòrnia, un rècord per al programa en aquell moment i la quantitat més gran guanyada en qualsevol edició de celebritats del programa (més tard va ser superada per una victòria de 188.500 dòlars en un episodi del "Tournament of Losers").
Ha aparegut en comèdies de situació com ara Becker.

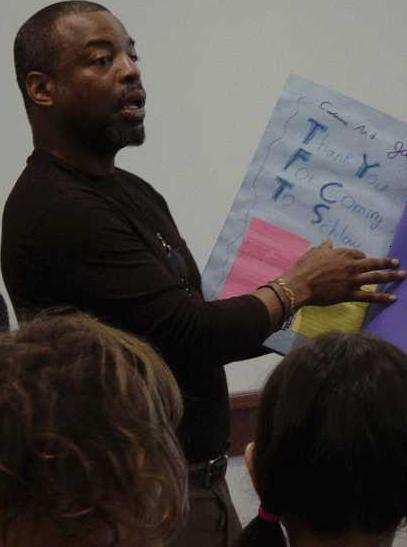
Burton a la Schlow Centre Region Library, 29 de gener de 2007

Burton és el presentador i productor executiu d'un documental titulat The Science of Peace, que estava en producció el 2007. Investiga la ciència i la tecnologia destinades a permetre la pau mundial, de vegades anomenada ciència de la pau. La pel·lícula explora alguns dels conceptes de la consciència noètica compartida, havent estat patrocinada en part per l'Institut de Ciències Noètiques.
Va aparèixer en un episodi de l'1 d'abril de Smosh fent veure que s'havia apoderat del canal i fent diverses edicions a vídeos populars de Smosh.
Fa aparicions ocasionals a This Week in Tech, on s'autoproclama "friqui", i també va participar al Consumer Electronics Show del 2010.
El 2010, Burton va fer una aparició a Tim and Eric Awesome Show, Great Job! com el fantasma de si mateix a l'episodi "Greene Machine". El febrer de 2011, va aparèixer com ell mateix a Community a l'episodi "Intermediate Documentary Filmmaking" de la NBC, i després de nou al gener de 2014 a "Geothermal Escapism".
Burton ha aparegut com una versió ficcionada i humorística de si mateix a The Big Bang Theory, apareixent per primera vegada a l'episodi "The Toast Derivation", en què gairebé assisteix a una festa organitzada per Sheldon (abans de renunciar a Twitter), el novembre de 2012 a l'episodi "The Habitation Configuration", en què apareix a "Fun With Flags" a canvi de diners per dinar i gasolina, i de nou a l'episodi de novembre de 2014 "The Champagne Reflection", en què torna per a l'episodi 232 de "Fun With Flags" a canvi que Sheldon elimini les seves dades de contacte.
El 2012, va tenir un paper recurrent com a degà Paul Haley a la sèrie de TNT Perception. Per a la segona temporada (2013), va passar a formar part del repartiment regular.
El 2014, va tenir una aparició com a convidat en una secció d'introducció per a l'episodi 200 del programa d'Achievement Hunter, Achievement Hunter Weekly Update (AHWU). El maig de 2014, va aparèixer com a convidat al canal de YouTube SciShow, explicant la ciència darrere dels arcs de Sant Martí dobles, triples i quadruples. A finals de 2014, va tenir una altra aparició com a convidat en un programa de 24 hores d'Extra Life, una organització de recaptació de fons per als hospitals de Children's Miracle Network, retransmès per Rooster Teeth. Burton també ha gravat una excursió de reciclatge per a YouTube.

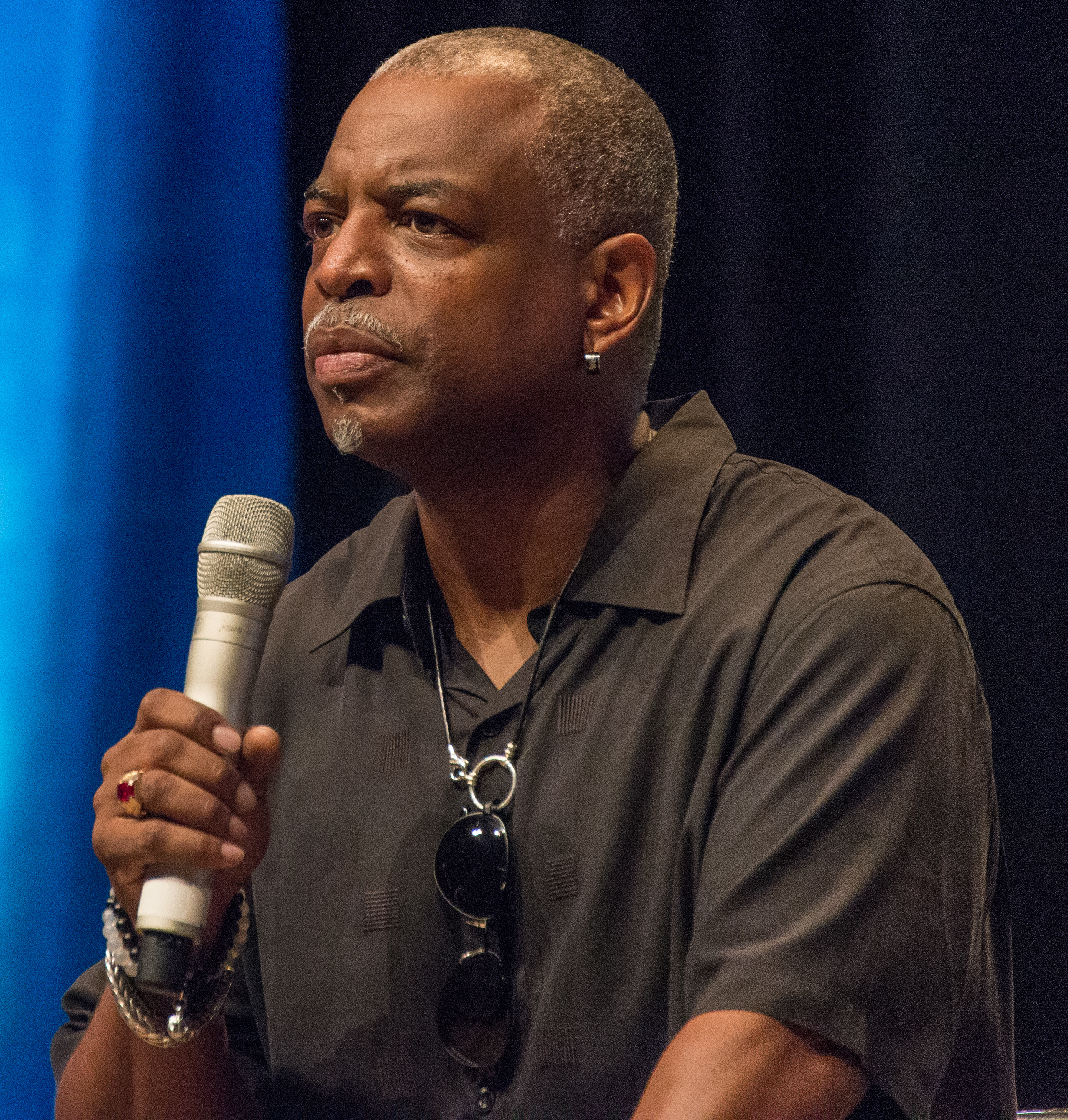
Burton el 2017

El novembre de 2020, va aparèixer com ell mateix a The Eric Andre Show. El seu segment va ser una repetició de l'entrevista de Lance Reddick (2013) en què va esmentar LeVar pel seu nom i es va vestir com una barreja de Kunta Kinte i Geordi La Forge.
Burton va ser presentador convidat a Jeopardy! del 26 al 30 de juliol de 2021. Això va succeir després que més de 250.000 fans signessin una petició que demanava als productors del programa que el seleccionessin. Els índexs d'audiència durant la seva aparició van ser per sota de la mitjana a causa de la disminució de la curiositat del públic i la competència forçada d'espectadors amb la cobertura de la NBC dels Jocs Olímpics d'estiu de 2020 a Tòquio, que va trepitjar els programes redifosos en general. Ha estat molt crític amb el procés de presentació convidada del programa, afirmant que el productor executiu del programa, Mike Richards, va expressar la seva incredulitat sobre si Burton volgués la feina. Segons Burton, Richards també va afirmar que no tenia cap interès a presentar el programa ell mateix, tot i que esdeveniments posteriors ho van desmentir. No obstant això, més tard diria que l'experiència li va ensenyar que hi ha una "naturalesa perfecta de totes les coses".
El juny de 2022, Burton va acollir el 94è Concurs Nacional d'Ortografia Scripps.
Burton també ensenya el "poder de la narració" a la MasterClass..

### Direcció
Al llarg de la dècada del 1990 i principis del 2000, Burton va dirigir episodis de cadascuna de les diverses sèries de "Star Trek" que aleshores estaven en producció. Ha dirigit més episodis de Star Trek que qualsevol altre exmembre regular del repartiment.
També ha dirigit episodis de Charmed, JAG, Las Vegas, Scorpion i Soul Food: The Series, així com la minisèrie Miracle's Boys i la pel·lícula biogràfica The Tiger Woods Story. També va dirigir la pel·lícula original de Disney Channel de 1999 Smart House protagonitzada per Katey Sagal, Kevin Kilner i Jessica Steen. A l'agost de 2020, es va revelar que Burton ocuparà la cadira de director de "Two-Front War" de Lou Reda Productions, una docusèrie multiperspectiva que oferirà "una mirada emocionalment crua a la connexió entre la lluita pels drets civils a Amèrica i la lluita per la igualtat dels soldats negres al Vietnam".
La seva primera direcció cinematogràfica va ser Blizzard (2003), per la qual va rebre un premi "Best of Fest" del Chicago International Children's Film Festival, i una nominació al Genie Award pel seu treball a la cançó temàtica de la pel·lícula, "Center of My Heart".
Burton va ser director suplent de la junta l'any 2000 va ser elegit membre de la junta directiva del Sindicat de Directors dels Estats Units el 2005 i fou reelegit el 2007.
Pel seu compromís amb el servei públic, Burton va ser guardonat amb els Premis Common Wealth al Servei Distingit el 2023.

## Vida personal
LeVar Burton es va casar amb Stephanie Cozart, una maquilladora professional, el 3 d'octubre de 1992. Burton té dos fills, entre ells Mica Burton. La família viu a Sherman Oaks.
Burton no s'identifica amb cap religió, dient: "Vaig deixar el seminari, vaig deixar el catolicisme, vaig deixar la religió organitzada perquè sentia que hi havia més coses per explorar al món, i que podia fer-ho sense adherir-me a un sistema de creences específic o un altre."
El 2012, Burton es va unir a la junta directiva de l'AIDS Research Alliance, una organització de recerca mèdica sense ànim de lucre dedicada a trobar una cura per a la sida.
El 2016, Burton va ser un dels cinc homenatjats inaugurals del Sacramento Walk of Stars. IEl 2019, el regidor Larry Carr, representant del barri de Meadowview, va liderar el canvi de nom de Richfield Park a LeVar Burton Park en honor seu. El parc es troba al barri de Meadowview, a prop de la casa on Burton i les seves germanes van créixer.
El 2024, mentre era al programa Finding Your Roots, Burton va descobrir que tenia un rebesavi blanc Confederat.

## Filmografia

### Cinema
- Buscant el Sr. Goodbar (Looking for Mr. Goodbar), de Richard Brooks (1977)
- The Hunter, dirigida per Buzz Kulik (1980)
- Star Trek - Generacions (Star Trek: Generations), regia de David Carson (1994)
- Star Trek - Primer contacte (Star Trek: First Contact), dirigida per Jonathan Frakes (1996)
- Star Trek - La insurrecció (Star Trek: Insurrection), dirigida per Jonathan Frakes (1998)
- Ali, de Michael Mann (2001)
- Star Trek - Nèmesi (Star Trek: Nemesis), regia de Stuart Baird (2002)

### Televisió
- Arrels (Roots) - minisèrie, 4 episodis (1977)
- La nit de Halloween (The Midnight Hour), dirigida per Jack Bender (1985) - pel·lícula
- Star Trek: La nova generació - sèrie, 176 episodis (1987-1994)
- The Big Bang Theory - sèrie TV, episodis 4x17-6x07-8x10 (2011-2014)
- Perception - sèrie TV, 30 episodis (2012-2015)
- Rise of the Zombies (L'alçament dels zombis), dirigida per Nick Lyon – pel·lícula TV (2012)
- Community - sèrie TV, episodis 2x16-5x05 (2010-2014)
- NCIS: New Orleans - sèries TV, episodi 5x13 (2018)

### Director
- Star Trek: La nova generació - sèries TV, 2 episodis (1993-1994)
- Star Trek: Voyager - sèries TV, 8 episodis (1995-2001)
- The Tiger Woods Story - pel·lícula TV (1998)
- Estar Trek: Deep Space Nine - sèries TV, 10 episodis (1995-1999)
- Pat, la mamà virtual (Smart House) - pel·lícula TV (1999)
- Becker - sèries TV, 1 episodi (2000)
- Soul Food - sèrie TV, 2 episodis (2000-2001)
- Star Trek - Enterprise - sèrie TV, 9 episodis (2001-2005)
- Blizzard - El ren del Pare Nadal (Blizzard) (2003)
- JAG - Advocats d'uniforme - sèrie TV, 1 episodi (2003)
- Charmed - sèries TV, 3 episodis (2005-2006)
- Miracle#'s Boys - miniserie TV (2005)
- Las Vegas - sèrie TV, 1 episodi (2006)
- Reach for Me (2008)

## Premis i honors

### Premis

#### Nominacions
- 1977: Emmy – Millor actor principal per una sola actuació en una sèrie dramàtica o de comèdia – Roots[21] (Part 1, "Kunta Kinte")
- 1998, 2001, 2005: Image Awards diversos premis per Millor intèrpret en una sèrie infantil i Millor sèrie/especial juvenil o infantil – Reading Rainbow (tant com a propi com a productor executiu)
- 1991, 1992, 1994, 1995, 1999: Daytime Emmy – Millor sèrie infantil – Reading Rainbow (Productor executiu)
- 1985, 1986, 1987, 1988, 1989, 1990, 1991, 1992, 1993, 1994, 1995, 1996, 1997, 1998, 1999, 2003, 2005, 2006, 2007: Daytime Emmy – Millor intèrpret en una sèrie infantil – Reading Rainbow (Self)
- 2004: Premi Genie – Millor assoliment musical - Cançó original – Blizzard (cocompositor de "Center of My Heart")
- 2006: Premi Black Reel – Millor director de televisió – Miracle's Boys

#### Guanyador
- 1990: Estrella al Passeig de la Fama de Hollywood al 7030 Hollywood Boulevard «per assoliment televisiu»
- 1992: Premi Peabody – Reading Rainbow (com a productor executiu de l'episodi "The Wall")
- 1994, 1996, 1999, 2002, 2003: Premi Image – diversos per Millor intèrpret en una sèrie infantil i Millor sèrie/especial juvenil o infantil – Reading Rainbow (tant com a propi com a productor executiu)
- 2000: Premi Grammy al millor àlbum de paraula cantada – The Autobiography of Martin Luther King Jr.
- 1990, 1993, 1996, 1997, 1998, 2001, 2002, 2003, 2005, 2007: Daytime Emmy – Sèrie infantil destacada – Reading Rainbow (Productor executiu)
- 2001, 2002: Daytime Emmy –  Intèrpret Destacat en una Sèrie Infantil – Reading Rainbow (Auto)
- 2003: Premi de l'Associació de Crítics de Televisió – Assoliment Destacat en Programació Infantil – Reading Rainbow (Productor Executiu)
- 2003: Premi Audie al Títol Inspirador o Espiritual – Conversations with God for Teens[69]
- 2004: Chicago International Children's Film Festival – Best of Fest – Blizzard (Director)
- 2010: Premis Audie per Audiollibre de l'any i Interpretació multiveu – Nelson Mandela's Favorite African Folktales[70][71]
- 2012: Premi Audie per a l'obra original – METAtropolis: Cascadia[72]
- 2022: Premis Emmy Infantils i Familiars – Premi a la Trajectòria[73]
- 2023: Medalla Nacional d'Humanitats - Per la seva tasca d'alfabetització[74]
- 2024: Premis Saturn – Premi a la Trajectòria – El repartiment de Star Trek: La nova generació[75][a]
- 2024: 9è Premi Shorty Impact – Agent de Canvi de l'Any